# Batalla de Fahs al-Yallab
La batalla de Fahs al-Yallab fue un enfrentamiento militar ocurrido el 15 de octubre de 1165 entre las tropas del Imperio almohade, dirigidas por los sayyid Abu Hafs Umar y Abu Saíd Uthmán, y las del rey Muhámmad ibn Mardanís de la taifa de Murcia, que era apoyada por el reino de Castilla, en el contexto de la conquista almohade de al-Ándalus. El encuentro tuvo lugar en las cercanías de la localidad de Alhama de Murcia y se saldó con una victoria almohade.

## Antecedentes
En el verano de 1165, los ejércitos almohades que mandaban los sayyid Abu Hafs Umar y Abu Saíd Uthmán, hermanos del califa Abu Yaacub Yúsuf, pasaron a la ofensiva contra la taifa de Murcia, gobernada por el rey Muhámmad ibn Mardanís. En septiembre se apoderaron de Andújar y lanzaron incursiones sobre Galera, Caravaca, Baza y la Comarca de Sierra de Segura, para más tarde tomar Cúllar y Vélez-Rubio y amenazar la misma capital de la taifa, Murcia.
Ibn Mardanís reaccionó haciendo un llamamiento a la movilización general en sus dominios y pidiendo ayuda a sus aliados cristianos del reino de Castilla para reforzar sus huestes. Los almohades disponían de unas tropas heterogéneas compuestas por bereberes, árabes y esclavos, entre las cuales los masmuda de Tinmel constituían el principal contingente. A aquellos debían sumarse otras tribus masmuda del Alto Atlas, como los hargha y los hintata, y contribuciones de clanes árabes como los riyah, athbaj y los zughba de los Banu Hilal, quienes habían llegado desde Marrakech en julio.

## La batalla
Muhámmad ibn Mardanís decidió partir a defender Lorca seguido por un ejército de 13 000 soldados, pero fue interceptado por una fuerza almohade que había partido de la alcazaba de Vélez-Rubio. La batalla tuvo lugar 12 km al sur de Murcia, en un lugar en las cercanías de Alhama conocido como Faḥṣ al-Yallāb o «campo del tratante o mercader», en el valle del Guadalentín. Los almohades salieron victoriosos, e Ibn Mardanís no tuvo más alternativa que refugiarse en su capital Murcia, mientras sus enemigos saqueaban la huerta alrededor de la ciudad ante la incapacidad de superar sus murallas. Los norteafricanos hicieron anunciar su victoria en Sevilla y Marrakech mediante cartas en las que se comparaba el lance con la batalla de Di Car, en la cual los árabes preislámicos habían derrotado a los persas sasánidas.

## Consecuencias
Tras la batalla, Abu Saíd Uthmán marchó hacia Córdoba, mientras Abu Hafs Umar regresaba con el grueso de sus fuerzas a Marrakech, donde el califa Abu Yaacub Yúsuf recompensó a cada soldado con un turbante, una capa y un rollo de lino, a cada jinete con 20 dinares de oro, y a cada jefe de las tropas árabo-bereberes con 100 dinares de oro, siendo además registrados los nombres de todos ellos.
Aunque en el bando murciano combatieron algunos cristianos, la batalla es únicamente referenciada por las fuentes musulmanas. Entre las historias que describen la batalla se encuentran al-Bayan al-Mughrib de Ibn Idari, al-Mann bil-Imama de Ibn Sahib al-Salat al-Bayi, la Takmila de Ibn al-Abbar, el Zad al-musafir de Safwan ibn Idris al-Tuyibi, el Mu'yib de Abd al-Wahid al-Marrakushi, al-Wafi bi 'l-wafayat de al-Safadi, el Anis de Ibn Abi Zar, al-Kamil fi at-Tarikh de Ali ibn al-Athir, la Ihata de Ibn al-Jatib, y la Nafh de Ahmed Mohamed al-Maqqari.